# Huanren
Der Autonome Kreis Huanren der Manju (桓仁满族自治县,  Huánrén Mǎnzú Zìzhìxiàn), kurz: Kreis Huanren (桓仁县,  Huánrén Xiàn; mandschurisch ᡥᡠᠸᠠᠨᡵᡝᠨ
ᠮᠠᠨᠵᡠ
ᠪᡝᠶᡝ
ᡩᠠᠰᠠᠩᡤᠠ
ᠰᡳᠶᠠᠨ, Huwanren Manju Beye Dasangga Siyan) ist ein autonomer Kreis der Mandschu-Nationalität in der bezirksfreien Stadt Benxi im Nordosten Chinas, in der Provinz Liaoning. Er hat eine Fläche von 3.563 km² und zählt 229.953 Einwohner (Stand: Zensus 2020). Sein Hauptort ist die Großgemeinde Huanren (桓仁镇).
Die Bergstadt im Wunü Shan (五女山山城 Wunü Shan shancheng), die frühe Hauptstadt des Reiches Koguryo, steht seit 1996 auf der Liste der Denkmäler der Volksrepublik China (4-36) und ist seit 2004 Bestandteil der UNESCO-Welterbestätte Hauptstädte und Grabmäler des antiken Königreichs Koguryo.